# Coming out
Coming out (of the closet) (od ang. to come out of the closet – „wyjść z szafy”) – proces samodzielnego ujawniania przed innymi ludźmi (np. rodziną, przyjaciółmi, znajomymi czy współpracownikami) własnej orientacji seksualnej, tożsamości płciowej lub poglądów (zob. pozostałe znaczenia terminu), właściwych dla mniejszości społeczeństwa. W potocznym rozumieniu coming out to jednorazowy akt, choć tak naprawdę jest to proces składający się z wielu elementów, spośród których widoczne są często tylko niektóre. Proces ten (rozumiany jako ujawnienie orientacji seksualnej lub tożsamości płciowej) zawiera w sobie fakt uświadomienia sobie własnej, odmiennej od heteroseksualnej, orientacji seksualnej, albo odmiennej od heteronormatywnej tożsamości płciowej oraz naukę samoakceptacji z jej świadomością.
Coming out może dotyczyć osób publicznych, które ujawniają własną tożsamość seksualną do wiadomości społeczeństwa za pośrednictwem środków masowego przekazu.
Pojęcia coming outu nie należy mylić z outingiem, czyli ujawnieniem czyjejś odmiennej od heteroseksualnej orientacji seksualnej przez osoby trzecie, najczęściej wbrew woli „zdemaskowanej” osoby.

## Wpływ społeczny
Badania statystyczne wykazują, iż osoby heteroseksualne, które znają geja lub lesbijkę, wykazują bardziej pozytywną postawę wobec osób homoseksualnych jako grupy oraz częściej akceptują ich prawa. Przykładowo w 2008 roku w Polsce poparcie dla wprowadzenia rejestrowanych związków partnerskich deklarowało 41% populacji ogólnej, a w grupie znających osobiście geja lub lesbijkę – 70%.

## Historia
W 1869, 100 lat przed wydarzeniami ze Stonewall, Karl Heinrich Ulrichs, niemiecki aktywista na rzecz praw osób homoseksualnych, przedstawił ideę samoujawniania jako formy emancypacji. Twierdząc, że „niewidzialność” jest główną rzeczą przeszkadzającą w zmianie opinii publicznej zachęcał on homoseksualistów do ujawniania swojego pociągu do tej samej płci. W swojej pracy z 1906, Das Sexualleben unserer Zeit in seinen Beziehungen zur modernen Kultur (Seksualne życie naszych czasów w korelacji ze współczesną cywilizacją), Iwan Bloch, fizyk pochodzenia niemiecko-żydowskiego, zachęcał starszych homoseksualistów do ujawniania się przed swoją rodziną i znajomymi. W 1914 Magnus Hirschfeld poruszył ponownie temat coming outu w swojej pracy „The Homosexuality of Men and Women”, omawiając społeczny i prawny potencjał ujawnienia się policji przez tysiące kobiet i mężczyzn po to, aby wpłynąć na prawodawców i opinię społeczną.
Pierwszą publiczną osobą w Ameryce która dokonała coming outu był poeta Robert Duncan. W 1944 napisał on, używając własnego imienia i nazwiska, w anarchistycznej gazecie „Politics” – „Homoseksualiści są zniewoloną mniejszością”. Tajne stowarzyszenie Mattachine Society, założone przez Harry’ego Haya i innych weteranów kampanii w Los Angeles z 1950 Wallace na prezydenta, stało się publiczne po tym, gdy w San Francisco, w 1953 Hal Call przejął grupę, pomagając wielu homoseksualistom w wyjściu z szafy.
W 1951 Donald Webster Cory opublikował swoje dzieło „The homosexuals in America”, stwierdzając „Społeczeństwo założyło mi na twarz maskę… Gdziekolwiek nie pójdę, nie ważne czas, czy miejsce w społeczeństwie, udaję”. Cory było fikcyjnym nazwiskiem autora, ale jego szczerość i otwarcie w mówieniu o problemie stało się bodźcem do wzrostu samoświadomości w homoseksualnym społeczeństwie i dało podwaliny powstającemu dopiero wtedy ruchowi homofiliów.
W 1960 Frank Kameny stanął na linii frontu. W 1958 został zwolniony ze swojej posady astronoma w Army Map z powodu homoseksualizmu. Nie zgodził się jednak odejść po cichu, pokornie i zaczął otwarcie walczyć o swoje prawa, ostatecznie odwołując się do Sądu Najwyższego Stanów Zjednoczonych. Jako lider rosnącego w tamtym czasie ruchu opowiadał się za nieskrępowanym i bezwstydnym działaniem. Na jednej ze swoich rozpraw powiedział „Musimy wdrożyć w homoseksualnym społeczeństwie poczucie własnej wartości wśród indywidualnych jednostek”, które mogło być osiągnięte tylko poprzez kampanie prowadzone otwarcie przez samych homoseksualistów. Wraz ze wzrostem świadomości w późnych latach 60 coming out stał się główną strategią ruchu wyzwolenia gejów, zmierzając do wzrostu politycznej świadomości, aby móc zmierzyć się z homofobią i heteroseksizmem. W tym samym czasie, kontynuując aż do lat 80, lesbijskie i gejowskie dyskusyjne grupy wsparcia zaczęły skupiać się na dzieleniu się historiami coming outów, mając na celu redukcję uczucia izolacji, oraz wzrost widzialności i dumy społeczeństwa LGBT.

## Geneza słów
Współczesne znaczenie wyrażenia „coming out” pojawiło się na początku XX wieku, jako analogia homoseksualnego coming outu do coming outu debiutantek – młodych kobiet z wyższych sfer, przechodzących przez swój debiut – oficjalną prezentację przed społeczeństwem – z powodu osiągnięcia przez nie wieku dorosłego, lub gotowego do zamążpójścia. Historyk George Chauncey zwraca uwagę:

Geje w latach przedwojennych [przed I Wojną Światową]… nie mówili o wyjściu, z tego co dziś nazywamy gejowską szafą, ale raczej o wejściu w to, co nazywali homoseksualnym społeczeństwem, czy gejowskim światem, światem ani tak małym, ani tak odizolowanym, ani… tak ukrytym, jak sugeruje szafa.

Jak zauważa Elizabeth Kennedy, używanie słowa „szafa”, gdy mówimy o wcześniejszych czasach, takich jak 1920 czy 1930, może być anachroniczne.
Artykuł w internetowej encyklopedii glbtq.pl o coming oucie mówi, że według obserwacji seksuolożki Evelyn Hooker wyrażenie „coming out” zostało przedstawione środowisku akademickiemu dopiero w latach 50. W dalszej części artykuł wspomina obserwacje Chaunceya o tym, że zmiana znaczenia nastąpiła dopiero później. Przed latami 50. coming out wiązał się z wejściem w „nowy świat nadziej i wspólnej solidarności”, jednak po wydarzeniach w Stonewall ideą coming outu było wyjście z opresji, z jaką wiązała się szafa. Ta zmiana w znaczeniu sugeruje, że sformułowanie „wyjścia z szafy” jest w istocie metaforą, która łączy „wyjście” ze słowem „szafa”: wyewoluowała ona od powiedzenia „trup w szafie”, podkreślając życie w ukryciu poprzez ukrywanie własnej orientacji seksualnej. Metafora szafy rozszerza się do presji wywołanej przez heteroseksistowskie społeczeństwo i instytucje z nim.

## Modele etapów coming outu
Jeden z pierwszych modeli procesu coming outu zaprezentowała w 1979 Vivienne Cass. Według tego modelu proces ten składał się z sześciu etapów rozwoju tożsamości osoby homoseksualnej:
1. Tożsamościowy nieład
2. Porównywanie tożsamości
3. Tolerancja tożsamości
4. Akceptacja tożsamości
5. Duma z tożsamości
6. Synteza tożsamości

Według Roba Eichberga, amerykańskiego psychologa, proces coming outu można podzielić na trzy kolejno po sobie następujące fazy:
- osobistą – ta faza składa się z uświadomienia sobie, „zdiagnozowania” własnej, odmiennej od heteroseksualnej, orientacji seksualnej i zaakceptowania jej;
- prywatną – w tej fazie osoba po raz pierwszy decyduje się ujawnić swoją przynależność do mniejszości seksualnych wybranym, najczęściej najbliższym osobom;
- publiczną – w tej fazie, po uświadomieniu najważniejszych dla siebie ludzi, osoba ujawnia się również w przestrzeni publicznej, np. w miejscu pracy.

## Coming out w miejscu pracy
Badanie przeprowadzone wśród gejów i lesbijek pracujących w niemieckich firmach, pokazuje, iż tylko 13% z nich otwarcie ujawnia w swojej pracy swoją orientację seksualną. Wskaźnik ten nie zmienił się od 10 lat mimo subiektywnego odczucia poprawy sytuacji mniejszości seksualnych. Osoby homoseksualne, zajmujące wyższe stanowiska, częściej publicznie ujawniają swoją orientację seksualną niż te na podrzędnych stanowiskach. Uważa się ponadto, że osoby homoseksualne, które nie dokonały coming outu w miejscu pracy, zużywają 20% swojej energii, by ukryć swoją orientację seksualną.

## Pozostałe znaczenia terminu
Określenie „coming out” bywa także odnoszone do działań podejmowanych przez osoby lub grupy osób, które decydują się publicznie zaprezentować swoje poglądy uważane za odbiegające od poglądów ogółu społeczeństwa (np. Internetowa Lista Ateistów i Agnostyków – coming out niewierzących, „ateistyczny coming out”).